# 徳恵駅
徳恵駅（とくけいえき）とは、中華人民共和国吉林省長春市徳恵市にある京哈線と哈大線の駅。瀋陽鉄路局の管理下にあり、三等駅。なお、同駅からハルビン駅方面へはハルビン鉄路局の管轄となる。

## 歴史
- 1903年 - ロシア帝国が建設した東清鉄道の駅として開業。
- 1935年 - 満洲国国有鉄道に移管され、大日本帝国が設立した南満洲鉄道が経営を受託。
- 1945年 - 第二次世界大戦のソ連対日参戦により満洲国が消滅し、9月22日に発足したソビエト連邦管理下の中国長春鉄路に移管。同年10月18日、日本へ帰国中の作家葉山嘉樹が同駅へ到着する列車の中で死去し、同駅近接の線路脇に埋葬。
- 1955年、ソ連から中国への管理移管が完了し、中華人民共和国鉄道部の駅となる。
- 2013年、政府の機構改革に伴い、現行の中国鉄道総公司の駅となる。

## 隣の駅
中華人民共和国鉄道部
京哈線
虎市駅 - 徳恵駅 - 中徳駅
座標: 北緯44度31分52秒 東経125度42分37秒 / 北緯44.5312度 東経125.7103度